# Фотоника
Фотоника је научна област која се бави прелазом електронике и физике, која изучава предају, пријем, пренос и обраду информација помоћу електричних и светлосних сигнала. Ласери су откривени пре више од 40 година. Од тог времена развој ласера и ласерске технике је изузетно буран и темпо њиховог развоја се може упоредити још само са развојем и употребом нуклеарне енергије. Институт за физику Универзитет у Београду и Српска академија наука уз подршку Центра за промоцију науке организју ове године конференцију Београду.
Интернационална школа и конференција Фотоника се одржава сваке друге године у Београду, а први пут је организована 2007.
Министарство просвете, науке и технолошког развоја, и Оптичко друштво Србије је основано 2011. у Београду. Копаоник је место одржавања радионица које организује Оптичко друштво Србије, а одржавају се сваке године. Европско оптичко друштво, Међународна комисија за оптику и Оптичко друштво Америке даје могућност за образовање младих научника и олакшава размену нових идеја и знања за најсавременија истраживања у Европи и шире.
Фотоника 2017. обухвата предавања специјално дизајнираних за студенте и научнике који почињу истраживања из области Оптика. Овај пројекат је намењен свим младим научницима и студентима који желе да прошире занање у овом пољу и побуде образовање младих научика. Србија и шири регион, окупиће се преко 170 учесника из 23 земље, а предавања о најновијим достигнућима из области фотонике одржаће Андреа Ферари и Зан Далибар, који спадају у највеће светске научнике. Организатори су Електротехнички факултет Универзитет у Београду, Физички факултет Универзитет у Београду; Институт за хемију, технологију и металургију Универзитет у Београду; Универзитет у Новом Саду, Нови Сад; Математички факултет Универзитет у Нишу; Математички факултет Универзитет у Крагујевцу.
Фотоника је први пут организована 2007. године, као резултат потребе за разменом знања и идеја научника из целог света. Највећи научни продори данас, који су резултирали и са неколико Нобелових награда, управо су из области фотонике због чега ју је ЕУ промовисала у технологију 21. века.
Организатор Фотоника 2017. је Институт за физику, Прегревица, Земун.

## Примене
Примене фотонике су свеприсутне. Укључене су све области од свакодневног живота до најнапредније науке, нпр. детекција светлости, телекомуникације, обрада информација, фотонско рачунарство, осветљење, метрологија, спектроскопија, холографија, медицина (хирургија, корекција вида, ендоскопија, праћење здравља), биофотоника, војна технологија, ласерска обрада материјала, уметничка дијагностика (укључујући инфрацрвену рефлектографију, рендгенске зраке, ултраљубичаста флуоресценција), пољопривреда и роботика.
Примена електронике драматично се проширила откако је први транзистор изумљен 1948. године. Јединствене примене фотонике настављају да се појављују. Економски важне примене полупроводничке фотонске уређаје укључују оптичко снимање података, оптичке телекомуникације, ласерско штампање (засновано на ксерографији), дисплеје и оптичко пумпање ласера велике снаге. Потенцијалне примене фотонике су практично неограничене и укључују хемијску синтезу, медицинску дијагностику, комуникацију података на чипу, сензоре, ласерску одбрану и енергију фузије, да наведемо неколико занимљивих додатних примера.
- Потрошачка опрема: бар-код скенер, штампач, CD/DVD/Blu-ray уређаји, уређаји за даљинско управљање
- Телекомуникације: комуникације оптичким влакнима, оптички нижи претварач у микроталасе
- Медицина: корекција слабог вида, ласерска хирургија, хируршка ендоскопија, уклањање тетоважа
- Индустријска производња: употреба ласера за заваривање, бушење, сечење и разне методе модификације површине
- Грађевинарство: ласерско нивелисање, ласерски даљиномер, паметне структуре
- Ваздухопловство: фотонски жироскоп без мобилних делова
- Војска: IR сензори, команда и контрола, навигација, потрага и спасавање, постављање мина и детекција
- Забава: ласерске емисије, ефекти зрака, холографска уметност
- Обрада информација
- Сензори: LIDAR, сензори за потрошачку електронику
- Метрологија: мерења времена и фреквенције, мерење домета
- Фотонско рачунарство: дистрибуција хронометра и комуникација између рачунара, штампаних плоча или унутар оптоелектронских интегрисаних кола; у будућности: квантно рачунарство

Микрофотоника и нанофотоника обично укључује фотонске кристале и уређаје у чврстом стању.

## Преглед фотоничких истраживања
Наука о фотоници укључује истраживање емисије, трансмисије, појачања, детекције и модулације светлости.

### Извори светлости
Фотоника обично користи изворе светлости засноване на полупроводницима, као што су светлосно-емитујуће диоде (LED), суперлуминисцентне диоде и ласери. Остали извори светлости укључују изворе појединачних фотона, флуоресцентне лампе, катодне цеви (CRT) и плазма екране. Имајте на уму да док катодне цеви, плазма екрани и дисплеји са органским светлећим диодама генеришу сопствену светлост, дисплеји са течним кристалима (LCD) као што су TFT екрани захтевају позадинско осветљење било флуоресцентних сијалица са хладном катодом или, данас чешће, LED диода.
Карактеристично за истраживање полупроводничких извора светлости је честа употреба  полупроводника уместо класичних полупроводника попут силицијума и германијума. Ово је због посебних својстава  полупроводника који омогућавају имплементацију уређаја који емитују светлост. Примери за системе материјала који се користе су галијум-арсенид (GaAs) и алуминијум-галијум-арсенид (AlGaAs) или други полупроводници. Такође се користе у комбинацији са силицијумом за производњу хибридних силицијумских ласера.

### Трансмисиони медији
Светлост се може преносити кроз било који провидни медијум. Стаклена влакна или пластична оптичка влакна могу се користити за вођење светлости дуж жељене путање. У оптичким комуникацијама, оптичка влакна омогућавају пренос на удаљености веће од 100 km без појачања у зависности од брзине преноса и формата модулације који се користи за пренос. Веома напредна истраживачка тема у оквиру фотонике је истраживање и израда специјалних структура и „материјала” са пројектованим оптичким својствима. То укључује фотонске кристале, фотонска кристална влакна и метаматеријале.

### Појачала
Оптички појачивачи се користе за појачавање оптичког сигнала. Оптички појачивачи који се користе у оптичким комуникацијама су влакнасти појачивачи допирани ербијумом, полупроводнички оптички појачивачи, Раманови појачивачи и оптички параметарски појачивачи. Веома напредна истраживачка тема о оптичким појачавачима је истраживање полупроводничких оптичких појачивача са квантним тачкама.

### Детекција
Фотодетектори детектују светлост. Фотодетектори се крећу од веома брзих фотодиода за комуникационе апликације преко средње брзих уређаја са спрегнутим пуњењем за дигиталне камере до веома спорих соларних ћелија које се користе за прикупљање енергије од сунчеве светлости. Постоје и многи други фотодетектори засновани на термичким, хемијским, квантним, фотоелектричним и другим ефектима.

### Модулација
Модулација извора светлости се користи за кодирање информација о извору светлости. Модулација се може постићи директно помоћу извора светлости. Један од најједноставнијих примера је употреба батеријске лампе за слање Морзеовог кода. Други метод је да се светлост узме из извора светлости и модулише у спољашњем оптичком модулатору.
Додатна тема коју покрива истраживање модулације је модулациони формат. Дигитална модулација амплитуде је најчешће коришћен формат модулације у оптичким комуникацијама. Последњих година истражени су напреднији формати модулације као што је фазно померање или чак ортогонално мултиплексирање са поделом фреквенције како би се супротставило ефектима као што је дисперзија која деградира квалитет емитованог сигнала.

### Биофотоника
Биофотоника користи алате из области фотонике за студије биологије. Биофотоника се углавном фокусира на побољшање медицинских дијагностичких способности (на пример за рак или заразне болести), али се такође може користити за еколошке или друге примене. Главне предности овог приступа су брзина анализе, неинвазивна дијагностика и могућност рада на лицу места.